# Cup of China de 2004
Cup of China de 2004 foi a segunda edição da Cup of China, um evento anual de patinação artística no gelo organizado pela Associação Chinesa de Patinação (em inglês:  Chinese Skating Association), e que fez parte do Grand Prix de 2004–05. A competição foi disputada entre os dias 11 de novembro e 14 de novembro, na cidade de Pequim, China.

## Eventos
- Individual masculino
- Individual feminino
- Duplas
- Dança no gelo

## Medalhistas
| Evento                        | Ouro                                             | Prata                                    | Bronze                                          |
| Individual masculino detalhes | Jeffrey Buttle · Canadá                          | Li Chengjiang · China                    | Stefan Lindemann · Alemanha                     |
| Individual feminino detalhes  | Irina Slutskaya · Rússia                         | Viktoria Volchkova · Rússia              | Joannie Rochette · Canadá                       |
| Duplas detalhes               | Shen Xue · Zhao Hongbo · China                   | Zhang Dan · Zhang Hao · China            | Valérie Marcoux · Craig Buntin · Canadá         |
| Dança no gelo detalhes        | Tanith Belbin · Benjamin Agosto · Estados Unidos | Galit Chait · Sergei Sakhnovski · Israel | Marie-France Dubreuil · Patrice Lauzon · Canadá |

## Resultados

### Individual masculino
| Pos.              | Nome             | Nacionalidade    | Pontos | PC         | PL         |
| ----------------- | ---------------- | ---------------- | ------ | ---------- | ---------- |
| Medalha de ouro   | Jeffrey Buttle   | Canadá           | 211.20 | 76.00 (1)  | 135.20 (1) |
| Medalha de prata  | Li Chengjiang    | China            | 197.15 | 69.75 (2)  | 127.40 (2) |
| Medalha de bronze | Stefan Lindemann | Alemanha         | 188.80 | 62.70 (3)  | 126.10 (3) |
| 4                 | Zhang Min        | China            | 187.30 | 62.28 (4)  | 125.02 (4) |
| 5                 | Song Lun         | China            | 179.64 | 60.88 (5)  | 118.76 (5) |
| 6                 | Scott Smith      | Estados Unidos   | 168.25 | 57.45 (8)  | 110.80 (6) |
| 7                 | Ivan Dinev       | Bulgária         | 159.59 | 58.15 (7)  | 101.44 (7) |
| 8                 | Matthew Savoie   | Estados Unidos   | 150.20 | 59.44 (6)  | 90.76 (8)  |
| 9                 | Silvio Smalun    | Alemanha         | 144.61 | 55.73 (10) | 88.88 (9)  |
| 10                | Marc Andre Craig | Canadá           | 142.67 | 56.69 (9)  | 85.98 (10) |
| WD                | Tomáš Verner     | República Tcheca | —      | 40.32 (11) | — (WD)     |

### Individual feminino
| Pos.              | Nome               | Nacionalidade  | Pontos | PC         | PL         |
| ----------------- | ------------------ | -------------- | ------ | ---------- | ---------- |
| Medalha de ouro   | Irina Slutskaya    | Rússia         | 177.80 | 62.96 (1)  | 114.84 (1) |
| Medalha de prata  | Viktoria Volchkova | Rússia         | 154.16 | 53.14 (2)  | 101.02 (3) |
| Medalha de bronze | Joannie Rochette   | Canadá         | 152.12 | 49.44 (5)  | 102.68 (2) |
| 4                 | Miki Ando          | Japão          | 150.32 | 49.76 (4)  | 100.56 (4) |
| 5                 | Elina Kettunen     | Finlândia      | 138.40 | 47.68 (6)  | 90.72 (5)  |
| 6                 | Jenna McCorkell    | Reino Unido    | 131.08 | 47.36 (7)  | 83.72 (7)  |
| 7                 | Mira Leung         | Canadá         | 128.90 | 44.78 (9)  | 84.12 (6)  |
| 8                 | Angela Nikodinov   | Estados Unidos | 124.50 | 49.82 (3)  | 74.68 (11) |
| 9                 | Fang Dan           | China          | 121.20 | 44.98 (8)  | 76.22 (10) |
| 10                | Liu Yan            | China          | 120.24 | 39.08 (10) | 81.16 (8)  |
| 11                | Yukari Nakano      | Japão          | 116.94 | 38.76 (11) | 78.18 (9)  |

### Duplas
| Pos.              | Nome                            | Nacionalidade  | Pontos | PC        | PL         |
| ----------------- | ------------------------------- | -------------- | ------ | --------- | ---------- |
| Medalha de ouro   | Shen Xue / Zhao Hongbo          | China          | 193.54 | 66.38 (1) | 127.16 (1) |
| Medalha de prata  | Zhang Dan / Zhang Hao           | China          | 175.02 | 62.28 (2) | 112.74 (2) |
| Medalha de bronze | Valérie Marcoux / Craig Buntin  | Canadá         | 164.86 | 61.84 (3) | 103.02 (3) |
| 4                 | Ding Yang / Ren Zhongfei        | China          | 146.26 | 48.90 (5) | 97.36 (4)  |
| 5                 | Tiffany Scott / Philip Dulebohn | Estados Unidos | 133.04 | 47.96 (6) | 85.08 (5)  |
| 6                 | Eva-Maria Fitze / Rico Rex      | Alemanha       | 126.40 | 51.70 (4) | 74.70 (7)  |
| 7                 | Marina Aganina / Artem Knyazev  | Uzbequistão    | 116.70 | 41.50 (8) | 75.20 (6)  |
| 8                 | Marylin Pla / Yannick Bonheur   | França         | 113.36 | 41.52 (7) | 71.84 (8)  |
| 9                 | Diana Rennik / Aleksei Saks     | Estônia        | 102.94 | 34.92 (9) | 68.02 (9)  |

### Dança no gelo
| Pos.              | Nome                                   | Nacionalidade  | Pontos | DC         | DO         | DL         |
| ----------------- | -------------------------------------- | -------------- | ------ | ---------- | ---------- | ---------- |
| Medalha de ouro   | Tanith Belbin / Benjamin Agosto        | Estados Unidos | 210.28 | 40.07 (1)  | 64.93 (1)  | 105.28 (1) |
| Medalha de prata  | Galit Chait / Sergei Sakhnovski        | Israel         | 204.42 | 37.77 (3)  | 63.07 (2)  | 103.58 (2) |
| Medalha de bronze | Marie-France Dubreuil / Patrice Lauzon | Canadá         | 199.44 | 39.37 (2)  | 60.99 (3)  | 99.08 (3)  |
| 4                 | Oksana Domnina / Maxim Shabalin        | Rússia         | 179.70 | 32.54 (4)  | 54.38 (4)  | 92.78 (4)  |
| 5                 | Kristin Fraser / Igor Lukanin          | Azerbaijão     | 160.72 | 30.34 (5)  | 46.14 (5)  | 84.24 (5)  |
| 6                 | Nóra Hoffmann / Attila Elek            | Hungria        | 149.86 | 29.84 (6)  | 43.79 (7)  | 76.23 (6)  |
| 7                 | Nathalie Péchalat / Fabian Bourzat     | França         | 146.39 | 29.52 (7)  | 44.34 (6)  | 72.53 (7)  |
| 8                 | Anastasia Grebenkina / Vazgen Azrojan  | Armênia        | 139.17 | 26.51 (9)  | 41.18 (8)  | 71.48 (8)  |
| 9                 | Yang Fang / Gao Chongbo                | China          | 131.80 | 27.27 (8)  | 40.30 (9)  | 64.23 (9)  |
| 10                | Yu Xiaoyang / Wang Chen                | China          | 126.27 | 24.49 (10) | 37.90 (10) | 63.88 (10) |
| 11                | Qi Jia / Sun Xu                        | China          | 112.33 | 22.55 (11) | 33.70 (11) | 56.08 (11) |

## Quadro de medalhas
| Ordem | País           | Medalha de ouro | Medalha de prata | Medalha de bronze |    | Ordem por total |
| ----- | -------------- | --------------- | ---------------- | ----------------- | -- | --------------- |
| 1     | China          | 1               | 2                |                   | 3  | 2               |
| 2     | Rússia         | 1               | 1                |                   | 2  | 3               |
| 3     | Canadá         | 1               |                  | 3                 | 4  | 1               |
| 4     | Estados Unidos | 1               |                  |                   | 1  | 4               |
| 5     | Israel         |                 | 1                |                   | 1  | 4               |
| 6     | Alemanha       |                 |                  | 1                 | 1  | 4               |
| TOTAL | TOTAL          | 4               | 4                | 4                 | 12 | —               |